# Verklappung
Unter Verklappung versteht man die Entsorgung von Abfällen und Baggergut in Gewässern, den so genannten Klappstellen. Der Begriff ist auf das ursprüngliche Öffnen einer Klappe zurückzuführen.

## Gesetzliche Regelungen
Da die Verklappung direkt oder indirekt zur Umweltverschmutzung beiträgt, ist sie für viele Stoffe im Sinne des Umweltschutzes in der Seeschifffahrt durch diverse internationale und nationale Vereinbarungen geregelt. Die Schiffs- und Tankreinigung auf See ist unter anderem durch das MARPOL-Abkommen geregelt. In Deutschland wird das Abkommen mit zwei Flugzeugen des Typs Dornier 228 LM überwacht.
In der Europäischen Union ist die Verklappung von Abfällen auf See nicht mehr zulässig, unter anderem auf Grund des OSPAR-Vertrages.
Seit die internationale Oslo-Konvention ratifiziert wurde und das „Hohe-See-Einbringungsgesetz“ im Jahr 1977 in Kraft trat, ist die Abfallbeseitigung in der Bundesrepublik Deutschland erlaubnispflichtig. Das Gesetz regelt die Einbringung oder Einleitung von Giftstoffen in die Hohe See. Es wird ergänzt durch die Hohe-See-Einbringungsverordnung und die Hohe-See-Einbringungsverwaltungsvorschrift.
Für das Verklappen von Baggergut, das bei der Ausbaggerung von Fahrwassern und Häfen anfällt, gibt es nationale Regelungen. Die Klappstellen sind in den Seekarten, wegen ihrer veränderlichen Wassertiefe, als Schüttgebiete dargestellt.

## Beispiele der Abfallentsorgung
- Aktion gegen Atommüllverklappung im Nordatlantik: Das Greenpeace-Schiff Rainbow Warrior wurde 1979 eingesetzt, um das Verklappen von radioaktiven Abfällen des britischen Transportschiffs Gem zu verhindern.
- 1982 Greenpeace-Aktion gegen Atommüll-Verklappungsschiffe aus den Niederlanden und dem Vereinigten Königreich.
- 1982 beendet die Bayer AG die Dünnsäureverklappung in der Nordsee.
- Nach weiteren Protesten von Umweltverbänden stellten Deutschland 1989 und das Vereinigte Königreich 1993 die Verklappung ein.
- Japan begann im August 2023 mit der Verklappung von Kühlwasser aus dem Kernkraftwerk Fukushima.